# Northern Plains Railroad

Logo der Northern Plains Railroad

Die Northern Plains Railroad (AAR-reporting mark: NPR) ist eine Regional-Eisenbahngesellschaft in North Dakota und Minnesota. Sitz des Unternehmens ist Fordville (North Dakota). Die Gesellschaft ist im Besitz von Gregg Haug.

## Geschichte
Die Gesellschaft wurde 1996 gegründet, um von der Canadian-Pacific-Railway-Tochter Soo Line Railroad die Strecken von Dakota Junction in Minnesota nach Fordville (North Dakota) und von Fordville über Devils Lake nach Harlow und über Omemee nach Kenmare zu pachten und zu betreiben. Am 27. Januar 2010 wurde der Abschnitt von Devils Lake nach Harlow stillgelegt.
Ab 2000 begann die Betriebsführung auf der Bahnstrecke Granville-Mohall. Diese ehemalige Great-Northern-Railroad-Strecke war durch die Mohall Railroad (MRI) von der BNSF Railway erworben worden. Zum 6. April 2001 wurde der Abschnitt zwischen Lansford und Granville stillgelegt, da die einzigen Bahnkunden in Lansford und Mohall angesiedelt sind.
Die Betriebsführung auf der ebenfalls durch die Mohall Railroad von der BNSF Railway erworbenen ehemaligen Northern-Pacific-Railroad-Strecke von Voss nach Honeyford begann im Frühjahr 2001. Der Abschnitt von Voss bis Forest River wurde am 4. August 2008 stillgelegt.
Ab dem 25. Oktober 2005 begann der Betrieb auf der gepachteten Bahnstrecke Sarles-Lakota. Diese frühere GN-Strecke war durch die Mohall Central Railroad (MCR) von der BNSF Railway erworben worden. Am 21. November 2007 wurde der 71,5 Kilometer lange Abschnitt zwischen den beiden Kreuzungen mit den NPR-Strecken stillgelegt.

## Unternehmen
Die Gesellschaft hat 2007 rund 60 Beschäftigte und 34 Lokomotiven. Dabei handelt es sich um EMD GP7, EMD GP9, EMD GP16, EMD GP35 und EMD SD40-2. Das Streckennetz war Ende 2008 rund 780 Kilometer lang. Es wurden 2006 rund 17.000 Wagenladungen transportiert. Wichtigste Transportgüter sind Weizen mit 63 % und Gerste mit 21 %. In Kenmare und Thief River Falls bestehen Übergänge zur Canadian Pacific Railway und in Ardoch zur BNSF Railway.
Daneben bietet die Bahngesellschaft mit dem Betriebsteil „Northern Plains Rail Services“ eine Reparaturwerkstatt für Güterwagen und eine Lackierwerkstatt für Lokomotiven.